# Joachim Burger
Joachim Burger  (* 27. Juni 1969 in Aschaffenburg) ist ein deutscher Anthropologe und Populationsgenetiker. Er lehrt und forscht am Institut für Organismische und Molekulare Evolutionsbiologie iOME der Universität Mainz. Dort leitet er die Arbeitsgruppe für Paläogenetik. Burger ist Herausgeber der Zeitschrift Archaeological and Anthropological Sciences und korrespondierendes Mitglied des Deutschen Archäologischen Instituts (DAI).

## Leben und Forschung
Burger studierte neben Biologie und Anthropologie auch Vor- und Frühgeschichte und Musikwissenschaften. Seit seiner Promotion im Jahr 2000 an der Universität Göttingen arbeitet Burger an der Universität Mainz. 2005 wurde er zum Juniorprofessor für Molekulare Archäologie und 2010 zum Professor für Anthropologie berufen. Burger hat 2005 die Populationsgenetik des Neolithikums begründet und 2016 das erste Genom eines frühen Neolithikers aus dem Fruchtbaren Halbmond sequenziert. 2009 zeigte er mit seinem Team, dass die ersten sesshaften Bauern Europas nicht die Nachfahren der nacheiszeitlichen Jäger-Sammler waren, sondern neolithische Einwanderer. 2016 wies er mit Kollegen nach, dass die ersten sesshaften Europäer im Neolithikum aus dem anatolischen und griechischen Teil der Ägäis eingewandert sind, jedoch nicht von den ersten Neolithikern im Osten des Zagros abstammen. Bekannt wurde Burger auch durch seine Arbeiten zur Milchverträglichkeit, die sich erst lange nach Ausbreitung der Landwirtschaft durch natürliche Selektion in Europa etabliert hat. Außerdem forscht Burger zur Domestikation unserer Haustiere. 2012 wies er mit englischen Kollegen nach, dass alle domestizierten Rinder einer kleinen Herde im Nahen Osten entstammen. Burger beschäftigt sich außerdem mit der Genetik eisenzeitlicher Skythen und frühmittelalterlicher Germanen in Bayern.

## Publikationen (Auswahl)
- mit Barbara Bramanti, Mark G. Thomas, Wolfgang Haak, M. Unterländer, P. Jores, K. Tambets, I. Antanaitis-Jacobs, Miriam N. Haidle, R. Jankauskas, Claus-Joachim Kind, Friedrich Lüth, Thomas Terberger, J. Hiller,  S. Matsumura, P. Forster: Genetic discontinuity between local hunter-gatherers and central Europe's first farmers. Science 326, 2009, 137–140.
- mit Yuval Itan, A. Powell, M. A. Beaumont, Mark G. Thomas; The Origins of Lactase Persistence in Europe. PLoS Computational Biology. 2009. 5,8: e1000491.
- mit Sandra Wilde, Adrian Timpson, Karola Kirsanow, Elke Kaiser, Manfred Kayser, Martina Unterländer, Nina Hollfelder, Irina Potekhina, Wolfram  Schier, Mark Thomas 2014, Direct evidence for positive selection of skin, hair, and eye pigmentation in Europeans during the last 5,000 y. PNAS 111(13):4832 4837.
- mit Ruth Bollongino, Olaf Nehlich, Mike Richards, Jörg Orschiedt, Mark Thomas, Christian Sell, Zuzana Fajkosova, Adam Powell, 2013, 2000 Years of Parallel Societies in Stone Age Central Europe. Science 342(6157):479 481.
- mit Zuzana Hofmanová, Susanne Kreutzer, Garrett Hellenthal, Christian Sell, Yoan Diekmann, David Díez-del-Molino, Lucy van Dorp, Saioa López, Athanasios Kousathanas, Vivian Link, Karola Kirsanow, Lara M. Cassidy, Rui Martiniano, Melanie Strobel, Amelie Scheu, Kostas Kotsakis, Paul Halstead, Sevi Triantaphyllou, Nina Kyparissi-Apostolika, Dushanka-Christina Urem-Kotsou, Christina Ziota, Fotini Adaktylou, Shyamalika Gopalan, Dean M. Bobo, Laura Winkelbach, Jens Blöcher, Martina Unterländer, Christoph Leuenberger, Çiler Çilingiroğlu, Barbara Horejs, Fokke Gerritsen, Stephen Shennan, Daniel G. Bradley, Mathias Currat, Krishna R. Veeramah, Daniel Wegmann, Mark G. Thomas, Christina Papageorgopoulou 2016. Early farmers from across Europe directly descended from Neolithic Aegeans. PNAS, 113(25), S. 6886–6891.
- mit Farnaz Broushaki, Mark G. Thomas, Vivian Link, Saioa López, Lucy van Dorp, Karola Kirsanow, Zuzana Hofmanová, Yoan Diekmann, Lara M. Cassidy, David Díez-del-Molino, Athanasios Kousathanas, Christian Sell, Harry K. Robson, Rui Martiniano, Jens Blöcher, Amelie Scheu, Susanne Kreutzer, Ruth Bollongino, Dean Bobo, Hossein Davudi, Olivia Munoz, Mathias Currat, Kamyar Abdi, Fereidoun Biglari, Oliver E. Craig, Daniel G. Bradley, Stephen Shennan, Krishna R. Veeramah, Marjan Mashkour, Daniel Wegmann, Garrett Hellenthal 2016. Early Neolithic genomes from the eastern Fertile Crescent. Science, 10.1126/science.aaf793.
- Joachim Burger bei google scholar